# Axel Ricco
Axel Ricco (Cidade do México, 10 de junho de 1979) é um ator mexicano.

## Filmografia
- Contigo sí (2021-2022) - Félix López
- Vencer El Miedo (2019-2020) - Lorenzo Argueta
- La jefa del campeón (2018) - Froylán Ávila[2]
- Por amar sin ley (2018) - El Ciego
- Súper X (2017) - Alex
- Forward (2016) - Marco
- Mujeres infieles 4 (2016) - Mauricio
- Que pena tu vida (2016) - Cabo
- La voz de un sueño (2016) - Eduardo
- El torito (2015) - Jesus
- Actores S.A. (2013)
- Corazón indomable (2013) - Anibal
- Como dice el dicho (2013) - Daniel
- Nueva vida (2013)
- Corona de lágrimas (2012) - Pollo
- 4 maras (2011) - Ferra
- Adictos (2011) - Flaco
- Los Héroes del Norte (2010) - Engenheiro
- El Talismán, el Destino de la Seleccion ya tiene Dueño (2010) - Fer
- Bienes raíces (2010) - Miguel
- Rudo e Cursi (2008) - Mena
- Terminales (2008) - Joaquin
- Los simuladores (2008) - Chilaquil
- Morirse en domingo (2006) - Drácula
- Matando Cabos (2004) - Lobo
- Clase 406 (2002) - Alexis
- Primer amor... a mil por hora (2000) - Huicho
- Luchadores de las estrellas (1992) - Garoto

## Prêmios e indicações

### TVyNovelas
| Ano  | Categoria           | Telenovela         | Resultado |
| ---- | ------------------- | ------------------ | --------- |
| 2013 | Revelação masculina | Corona de lágrimas | Venceu    |